# 片岡耕平
片岡 耕平（かたおか　こうへい、1976年-　）は、日本史学者。京都府生まれ。2000年東北大学文学部国史学科卒、2007年同大学院文学研究科博士課程後期修了、「日本中世の秩序意識 穢を分析概念として」で文学博士。国文学研究資料館・チューリッヒ大学アジア東洋学研究所などを経て、現在北海学園大学人文学部教授。

## 著書
- 『穢れと神国の中世』講談社選書メチエ 2013
- 『日本中世の穢と秩序意識』吉川弘文館 2014　オンデマンド版　2022　ISBN　9784642729185

### 共編
- 『日本中世のnation 統合の契機とその構造』永井隆之,渡邉俊共編 岩田書院 2007
- 『検証網野善彦の歴史学 日本中世のnation 2』永井隆之, 渡邉俊共編 岩田書院 2009
- 『カミと王の呪縛　日本中世のnation 3』永井隆之,渡邉俊共編 岩田書院 2013

## 論文
- Cinii

## 注
1. ↑  『穢れと神国の中世』著者紹介
2. ↑  、研究者情報